# Guillaume IX de Hesse
Guillaume IX de Hesse-Cassel puis Guillaume Ier de Hesse  (en allemand : Wilhelm IX von Hessen-Kassel dann Wilhelm Ier von Hessen) (3 juin 1743 - 27 février 1821) est landgrave de Hesse-Cassel de 1785 à 1803 puis prince-électeur de Hesse de 1803 à 1806 et de 1813 à 1821.

## Biographie

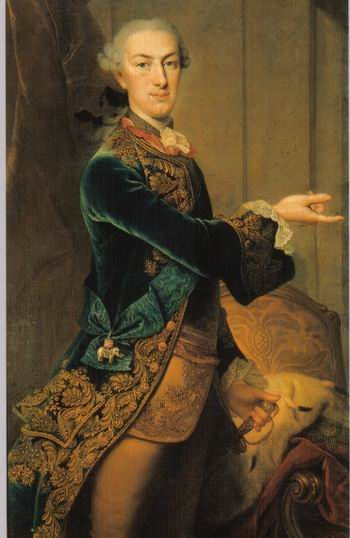
Portrait de Guillaume IX de Hesse-Cassel par Carl Pilo vers 1765.

Guillaume IX de Hesse-Cassel appartient à la première branche de la Maison de Hesse, elle-même issue de la première branche de la Maison de Brabant. La lignée de Hesse-Cassel est la branche la plus ancienne de la Maison de Hesse. Ses descendants actuels ont pour ancêtres les Électeurs de Hesse et Hesse-Philippstal.
Guillaume IX de Hesse-Cassel fait ses études à l'université de Göttingen puis au Danemark. Après la conversion de son père au catholicisme, sa mère se sépare de son époux et emmène ses trois fils au Danemark. Marie de Hanovre confie l'éducation de ses trois fils à sa sœur Louise, l'épouse de Frédéric V de Danemark. Guillaume IX et ses frères restent la plupart du temps au Danemark.

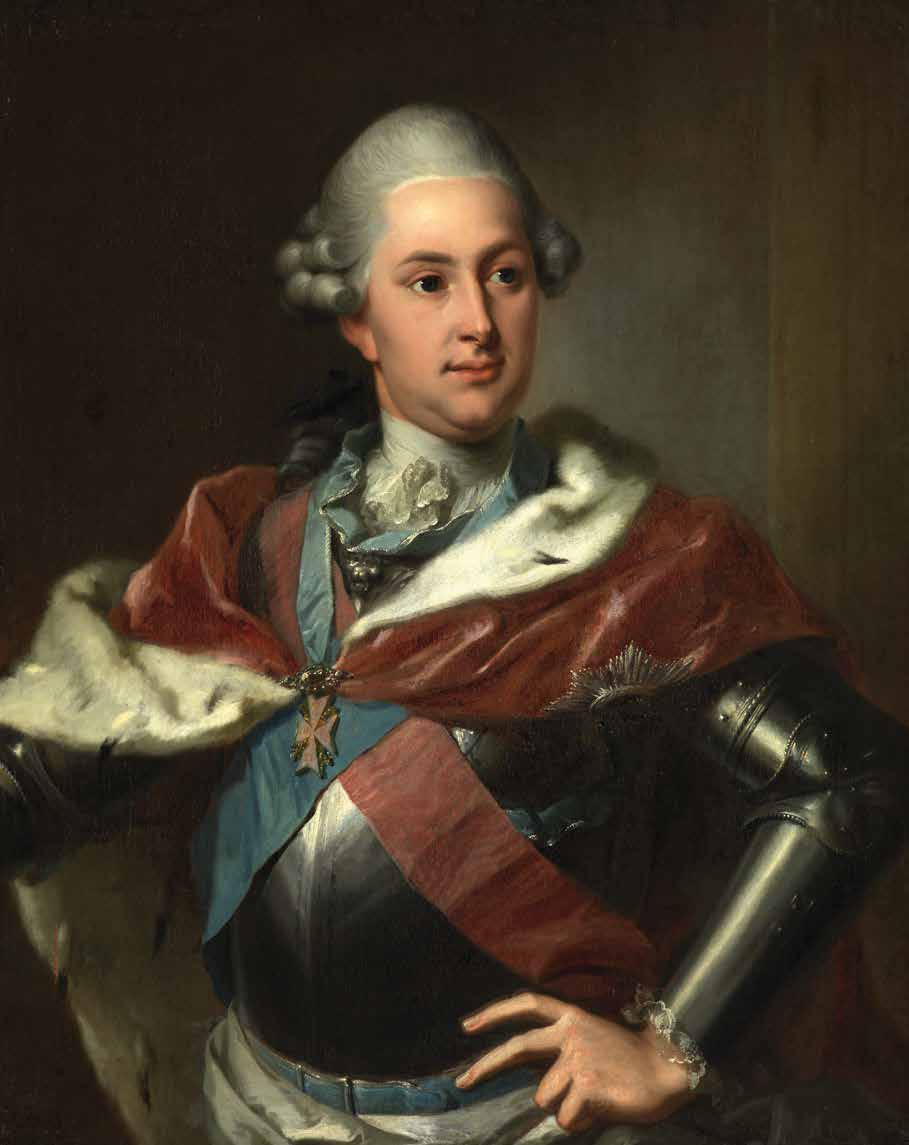
Portrait de Guillaume IX de Hesse-Cassel par Antoine Tischbein vers 1770.

À la mort de son grand-père survenue en 1760, Guillaume IX de Hesse-Cassel hérite directement du comté de Haunau-Münzenberg, comté dont Frédéric II de Hesse-Cassel a été dépossédé en 1754.
En 1785, il revient à Cassel pour succéder à son père au landgraviat de Hesse-Cassel. En 1787, il envahit le Comté de Schaumbourg-Lippe dont le souverain est un enfant de deux ans. La régente Julienne de Hesse-Philippsthal, soutenue par le conseil impérial et la Prusse, parvient à faire reculer l'envahisseur.
Feld-maréchal au service de la Prusse, Comte de Hanau dès 1764, il règne sur tout le landgraviat à partir de 1785. Entré dans la coalition contre la France en 1792, il fait la campagne de 1793, mais traite, en 1795, avec la Première République française.
Réputé plutôt favorable à la politique française, Napoléon lui fait attribuer la dignité électorale en 1803, ainsi Guillaume IX devint électeur du Saint-Empire romain germanique. Mais, s'étant associé de nouveau en 1806 aux projets de la Prusse contre la France, il est, après la bataille d'Iéna en 1806, privé par l'empereur des Français de sa souveraineté. Guillaume IX de Hesse-Cassel se réfugie  avec sa famille, au Danemark où il vit en exil jusqu'à la défaite des armées napoléoniennes à la bataille de Leipzig (1813).
Considéré comme l'un des princes allemands les plus riches de son temps, grâce au banquier Mayer Amschel Rothschild, il a pu sauver sa fortune lors de l'invasion de la Hesse-Cassel par les armées napoléoniennes.

## Famille

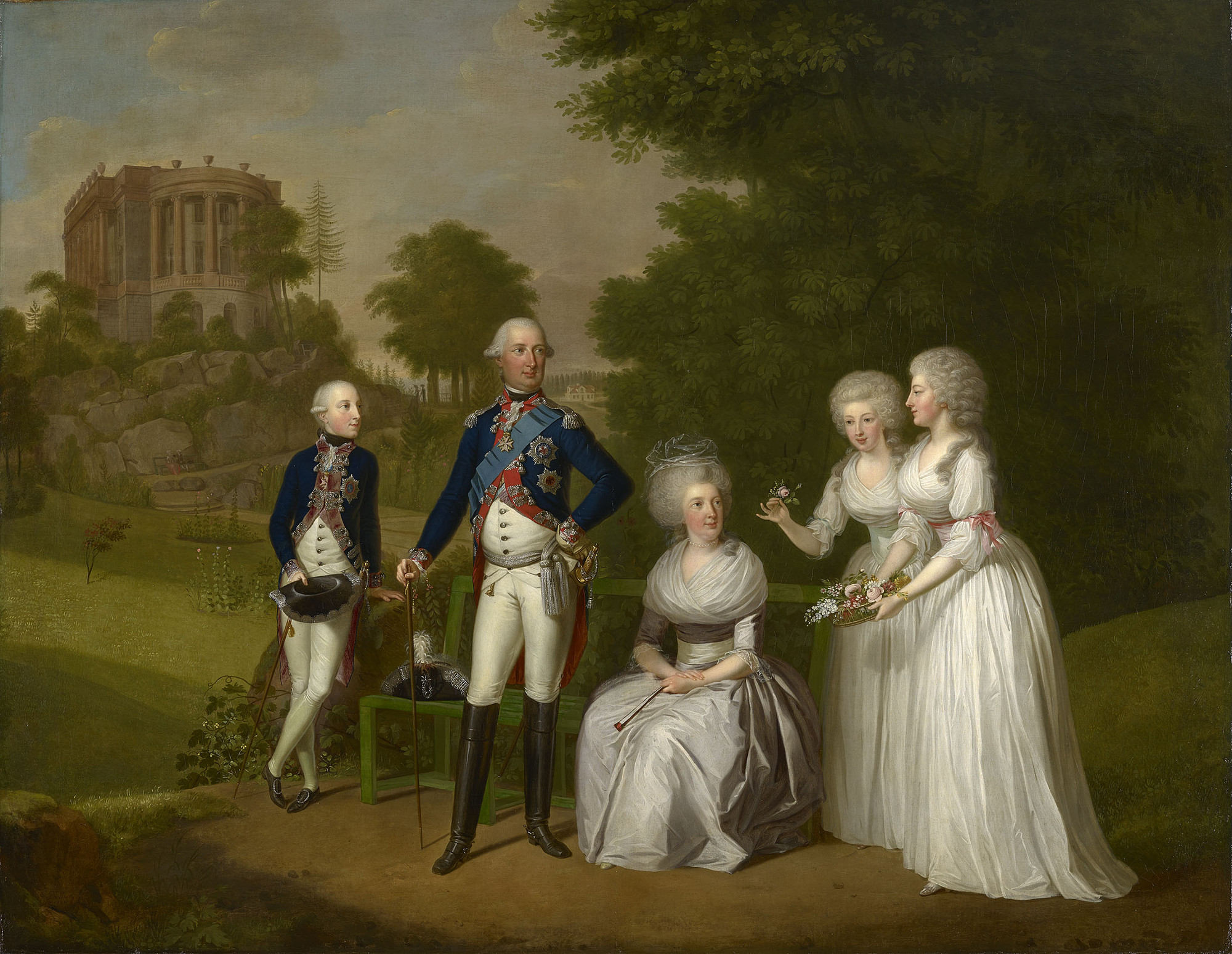
Le landgrave et sa famille par Guillaume Böttner en 1791.

Il épouse, le 1er septembre 1764 au château de Christiansborg, la princesse Wilhelmine-Caroline de Danemark (1747-1820), fille du roi Frédéric V de Danemark et de la reine Louise de Grande-Bretagne. Ils ont quatre enfants.
- Marie-Frédérique de Hesse-Cassel (14 septembre 1768 - 17 avril 1839) épouse le prince héritier Alexis d'Anhalt-Bernbourg (12 juin 1767 - 24 mars 1834), dont descendance ;
- Caroline-Amélie de Hesse-Cassel (11 juillet 1771 - 22 février 1848) épouse le duc Auguste de Saxe-Gotha-Altenbourg (23 novembre 1772 - 17 mai 1822), sans descendance ;
- Frédéric de Hesse-Cassel, prince de Hesse-Cassel (8 août 1772 - 20 juillet 1784), célibataire, sans enfants ;
- Guillaume II de Hesse-Cassell, 2e prince-électeur de Hesse (28 juillet 1777 - 20 novembre 1847) épouse en premières noces la princesse Augusta de Prusse (1er mai 1780 - 19 février 1841), dont descendance, puis épouse en secondes noces Émilie Ortlöpp (13 mai 1791 - 12 février 1843), dont descendance, puis épouse en troisièmes noces Caroline de Berlepsch (9 janvier 1820 - 21 février 1877), sans descendance.

Il entretient une première relation extra-conjugale avec Charlotte Buissine (1749-?). Ils ont quatre enfants.
- Guillaume de Heimrod, baron de Heimrod (16 juillet 1775 - 6 janvier 1811), célibataire, sans enfants ;
- Charles de Heimrod, baron de Heimrod (19 juillet 1776 - 13 mai 1827) épouse Charlotte de Stockhausen (15 juillet 1781 - 31 décembre 1854), dont descendance ;
- Frédéric de Heimrod, baron de Heimrod (9 août 1777 - 30 août 1777), célibataire, sans enfants ;
- Frédéric de Heimrod, baron de Heimrod (8 août 1778 - 3 septembre 1813) épouse ?, dont descendance.

Il entretient une seconde relation extra-conjugale avec Rosa Ritter (1759-1833). Ils ont huit enfants.
- Guillaume de Haynau, baron de Haynau (24 décembre 1779 - 21 janvier 1856) épouse en premières noces Caroline de Schack (1780 - 28 décembre 1807), dont descendance, puis épouse en secondes noces Caroline de Schack (10 septembre 1787 - 21 juillet 1813), dont descendance, puis épouse en troisièmes noces Sophie de Lengerke (12 juillet 1798 - 18 mars 1820), sans descendance, puis épouse en quatrièmes noces Élisabeth de Solz (14 décembre 1793 - 15 juin 1844), dont descendance ;
- Georges de Haynau, baron de Haynau (27 février 1781 - février 1813) épouse Charlotte de Wildungen (21 octobre 1782 - 14 mars 1858), dont descendance ;
- Philippe de Haynau, baron de Haynau (18 mai 1782 - 5 juin 1843) épouse Wilhelmine de Zeppelin (8 janvier 1791 - 22 décembre 1872), dont descendance ;
- Wilhelmine de Haynau (20 juillet 1783 - 27 mai 1866) épouse Charles de Hanstein, baron de Hanstein (11 février 1772 - 8 avril 1861), dont descendance ;
- Maurice de Haynau, baron de Haynau (4 juillet 1784 - 9 septembre 1812) épouse Anna de Wurmb (23 janvier 1789 - 30 mars 1872), dont descendance ;
- Marie-Sophie de Haynau (11 septembre 1785 - 21 avril 1865) épouse Guillaume de Wintzingerode, baron de Wintzingerode (20 juin 1782 - 21 juin 1819), dont descendance ;
- Jules de Haynau, baron de Haynau (14 octobre 1786 - 14 mars 1853) épouse Anna de Wurmb (29 mai 1787 - 21 octobre 1851), dont descendance ;
- Otto de Haynau, baron de Haynau (12 juin 1788 - 24 mai 1792), célibataire, sans enfants.

Il entretient une troisième relation extra-conjugale avec Caroline de Schlotheim (1766-1847). Ils ont dix enfants.
- Guillaume de Hessenstein, comte de Hessenstein (23 juin 1789 - 26 avril 1790), célibataire, sans enfants ;
- Guillaume de Hessenstein, comte de Hessenstein (19 mai 1790 - 22 mars 1867) épouse Angélique d'Osten-Sacken (4 mai 1802 - 12 octobre 1852), dont descendance ;
- Ferdinand de Hessenstein, comte de Hessenstein (19 mai 1791 - 15 décembre 1794), célibataire, sans enfants ;
- Caroline de Hessenstein (9 juin 1792 - 21 août 1797), célibataire, sans enfants ;
- Auguste de Hessenstein (22 août 1793 - 1er juin 1795), célibataire, sans enfants ;
- Louis de Hessenstein, comte de Hessenstein (11 août 1794 - 17 novembre 1857) épouse Auguste de Pückler-Groditz (21 septembre 1794 - 8 novembre 1861), sans descendance ;
- Frédérique de Hessenstein (16 octobre 1795 - 13 septembre 1845) épouse Guillaume de Steuber (29 décembre 1790 - 6 juillet 1845), dont descendance ;
- Guillaume de Hessenstein, comte de Hessenstein (28 juillet 1800 - 16 janvier 1836) épouse en premières noces Louise de Bussche-Hünnefeld (24 mars 1804 - 21 mai 1829), dont descendance, puis épouse en secondes noces Caroline Wolff de Gudenburg (11 février 1812 - 20 août 1836), dont descendance ;
- Frédéric de Hessenstein, comte de Hessenstein (8 février 1803 - 8 septembre 1805), célibataire, sans enfants ;
- Caroline de Hessenstein (16 février 1804 - 18 mars 1891) épouse Charles de Stenglin (12 août 1791 - 15 mars 1871), dont descendance.

## Distinctions

### Décorations allemandes

#### Landgraviat de Hesse-Cassel
- Grand maître de l'Ordre du Lion d'or (31 octobre 1785)
  -  Chevalier de l'Ordre du Lion d'or (31 octobre 1785)
- Grand maître de l'Ordre Pour la vertu militaire (31 octobre 1785)
  -  Pour la vertu militaire (31 octobre 1785)
- Grand maître de l'Ordre du Casque de fer (18 mars 1814)

#### Royaume de Prusse
- Chevalier de l'Ordre de l'Aigle Noir (29 novembre 1785)

### Décorations étrangères

#### Royaume de Danemark
- Chevalier de l'ordre de l'Éléphant (16 octobre 1760)

#### Royaume de Grande-Bretagne
- Chevalier de l'Ordre de la Jarretière (2 juin 1786)